# Матвейково (Нерехтский район)
Матвейково — деревня в Нерехтском районе Костромской области. Входит в состав Волжского сельского поселения.

## География
Находится в юго-западной части Костромской области на расстоянии приблизительно 14 км на восток-северо-восток по прямой от районного центра города Нерехта.

## История
Известна с 1872 года, когда здесь было учтено 6 дворов, в 1907 году отмечено было 36 дворов.

## Население
Постоянное население составляло 45 человек (1872 год), 148 (1897), 193 (1907), 10 в 2002 году (русские 100 %), 7 в 2022.